# Xubu (köpinghuvudort i Kina, Jiangxi Sheng, lat 29,46, long 116,32)
Xubu är en köpinghuvudort i Kina. Den ligger i provinsen Jiangxi, i den sydöstra delen av landet, omkring 96 kilometer nordost om provinshuvudstaden Nanchang. Antalet invånare är 29 746. Befolkningen består av 14 363 kvinnor och 15 383 män. Barn under 15 år utgör 26,0 %, vuxna 15-64 år 67 %, och äldre över 65 år 6,0 %.
Runt Xubu är det tätbefolkat, med 530 invånare per kvadratkilometer. Närmaste större samhälle är Tutang, 15,1 km sydost om Xubu. Trakten runt Xubu består till största delen av jordbruksmark.
Genomsnittlig årsnederbörd är 2 294 millimeter. Den regnigaste månaden är maj, med i genomsnitt 338 mm nederbörd, och den torraste är januari, med 74 mm nederbörd.